# Procrastinação
Procrastinação é o diferimento ou adiamento de uma ação. Para a pessoa que está a procrastinar, isso resulta em stress, sensação de culpa, perda de produtividade e vergonha em relação aos outros, por não cumprir com as suas responsabilidades e compromissos. Embora a procrastinação seja considerada normal, torna-se um problema quando impede o funcionamento normal das ações. A procrastinação crônica pode ser um sinal de problemas psicológicos ou fisiológicos.
A palavra em si vem do latim procrastinatus: pro- (à frente) e crastinus (de amanhã). A primeira aparição conhecida do termo foi no livro Chronicle (The union of the two noble and illustre famelies of Lancestre and Yorke) de Edward Hall, publicado primeiramente antes de 1548.
Logo, um procrastinador é um indivíduo que evita tarefas ou uma tarefa em particular.

## Causas da procrastinação

### Psicológica
As causas psicológicas da procrastinação variam muito, mas geralmente tendem a fatores como ansiedade, baixa autoestima e uma mentalidade auto-destrutiva. Pensa-se que procrastinadores têm um nível de consciência abaixo do normal, mais baseado em "sonhos e desejos" de perfeição ou realização, em vez de apreciação realista de suas obrigações e potenciais.
O autor David Allen traz à tona duas grandes causas psicológicas de procrastinação no trabalho e no dia a dia que estão relacionadas à ansiedade, e diretamente ligada à preguiça emocional. A primeira categoria engloba coisas muito pequenas para se preocupar, tarefas que são uma interrupção irritante no fluxo das coisas, e que tem soluções de baixo impacto; um exemplo seria, organizar uma sala desarrumada. A segunda categoria contém coisas muito grandes para serem controladas, tarefas que uma pessoa pode temer, ou cujas implicações podem ter um impacto grande na vida da pessoa; um exemplo seria, um estudante de vestibular adiar indefinidamente o preparo para a prova, por causa da pressão recebida por seus familiares e o medo de não conseguir ser aprovado.
É de apontar que uma pessoa pode inconscientemente sobre-estimar ou subestimar o tamanho de uma tarefa, se a procrastinação se tornar um hábito.

### Fisiológica
Pesquisas sobre as raízes fisiológicas da procrastinação, na sua grande maioria, focam-se no envolvimento do Córtex pré-frontal. Essa área do cérebro é responsável por funções de execução cerebral como planejamento, controle de impulsos, atenção, e age como um filtro diminuindo estímulos que causam distração, que vêm de outras regiões do cérebro. Lesões ou baixa utilização dessa área podem reduzir a capacidade de uma pessoa de filtrar estímulos que causam distração, resultando em má organização, perda de atenção e aumento de procrastinação. Isso é similar ao papel do lobo pré-frontal no Transtorno do Défice de Atenção com Hiperatividade (TDAH), onde é comum a sua subutilização.

## Procrastinação e a saúde mental
A procrastinação pode ser uma desordem persistente e debilitante em algumas pessoas, causando disfunções e imperícia psicológicas significantes. Estas pessoas podem estar, de fato, sofrendo de outros problemas mentais como depressão ou Transtorno do Déficit de Atenção com Hiperatividade (TDAH).
Enquanto a procrastinação é uma condição comportamental, esses outros problemas de saúde mental podem ser tratados com medicamentos e/ou terapia. Medicamentos podem melhorar a capacidade de foco e atenção de uma pessoa (no caso de um TDAH) ou melhorar o humor e temperamento no geral (no caso da depressão). A terapia pode ser uma ferramenta importante para ajudar um indivíduo a ter novos comportamentos, superar seus medos e ansiedades, e alcançar uma melhor qualidade de vida. Portanto, é importante para as pessoas que lidam cronicamente com a procrastinação debilitante, consultarem um terapeuta ou um psiquiatra para ver se um maior problema de saúde mental pode estar presente.

## Perfeccionismo
Tradicionalmente, a procrastinação tem sido associada com o perfeccionismo, uma tendência de avaliar negativamente os resultados e a performance de alguém, medo intenso e ansiedade, mau humor recorrente e workaholismo. Slaney, em 1996, descobriu que perfeccionistas adaptivos eram menos prováveis a procrastinar que os não perfeccionistas, enquanto que os perfeccionistas não adaptivos (pessoas que veem seu perfeccionismo como um problema) apresentavam altos níveis de procrastinação (e também ansiedade).

## Procrastinação acadêmica
Enquanto que a procrastinação acadêmica não é um tipo especial de procrastinação, pensa-se que a procrastinação é particularmente prevalente em configurações ambientais acadêmicas, onde estudantes devem lidar com prazos para provas e trabalhos em um ambiente cheio de eventos e atividades que competem o tempo e atenção dos estudantes. Mais especificamente, um estudo de 1992 mostrou que "52% dos estudantes entrevistados indicaram ter uma necessidade, de moderada a alta, de ajuda em relação à procrastinação".
Alguns estudantes enfrentam a procrastinação devido à falta de gerenciamento de tempo ou técnicas de estudo, stress, ou porque se sentem sobrepujados com seus trabalhos. Estudantes também podem lidar com a procrastinação por razões médicas como o TDA/TDAH ou uma desordem de aprendizado como a dislexia.
A situação é pior em nível de graduação, onde as condições são perfeitas para procrastinação e trabalho mental intangível com prazos flexíveis e, muitas vezes, objetivos autodefinidos. Muitas universidades oferecem aulas, treinamento e tutoria em técnicas de estudo para estudantes que estão enfrentando a procrastinação ou uma desordem de aprendizado. Estudantes com TDA ou desordens de aprendizado, geralmente estão aptos a considerações especiais como, por exemplo, tempo maior para fazer uma prova.
Não é sabido o quão frequentemente um caso severo de procrastinação causado por uma disfunção mental pode passar despercebido quando a pessoa está em um contexto acadêmico, pois ela pode ser categorizada meramente como "procrastinação acadêmica".

### Síndrome do estudante
A síndrome do estudante (termo originado no livro Critical Chain de Eliyahu M. Goldratt) refere-se ao fenômeno em que indivíduos em geral se dedicar inteiramente a uma tarefa logo antes do prazo final. De acordo com uma fonte acadêmica, isso é feito para induzir um nível de urgência alto o suficiente para garantir que a quantidade adequada de esforço seja despendida na tarefa.
Por exemplo, se um grupo de estudantes vai até um professor e pede por um adiamento do prazo final de entrega, eles provavelmente vão argumentar que seus projetos serão melhores se eles tiverem mais tempo para trabalhar neles; os alunos pedem isso com a intenção de distribuir o tempo de trabalho pelo tempo que sobra até o prazo de entrega. Porém, a maioria dos estudantes terá outras tarefas ou eventos que também demandam seu tempo. Logo, eles acabam se encontrando na mesma situação em que começaram, desejando ter mais tempo livre, conforme a data limite se aproxima.

## Tipos de procrastinadores

### O tipo relaxado
Os procrastinadores do tipo relaxado veem suas responsabilidades negativamente e fogem delas direcionando sua energia para outras tarefas. É comum, por exemplo, para uma criança procrastinadora do tipo relaxado, abandonar a sua lição de casa, mas não sua vida social. Esse tipo de procrastinação é uma forma de negação. O procrastinador evita situações que causariam desprazer, e, em vez delas, participa de situações mais prazerosas. Em termos Freudianos, esses procrastinadores se recusam a renunciar ao princípio do prazer, em vez de sacrificarem-se no princípio da realidade. Eles podem aparentar não estar preocupados com o trabalho e com prazos, mas isso é simplesmente uma forma de evasão.

### O tipo tenso-nervoso
O procrastinador tipo tenso-nervoso normalmente sente-se dominado por pressão, irreal quando trata-se de tempo, incerto sobre seus objetivos e muitos outros sentimentos negativos. Sentindo que lhes falta a habilidade ou foco para completar seus trabalhos, eles dizem a si mesmos que precisam "desestressar" e relaxar, e que é melhor "ir com calma à tarde para começar de novo na manhã seguinte", por exemplo. O "relaxamento" do procrastinador desse tipo é geralmente temporário e inefetivo, e leva a até mais stress conforme o tempo vai se esgotando, prazos se aproximam e a pessoa se sente cada vez mais culpada e apreensiva. Esse comportamento vira um ciclo de fracasso e atraso, enquanto os planos e objetivos são deixados de lado e anotados "para amanhã" ou para a próxima semana repetidamente. Isto também traz um efeito debilitante em sua vida pessoal e suas relações. Como os procrastinadores desse tipo são incertos em relação a seus objetivos, eles muitas vezes se sentem desconfortáveis com pessoas confiantes e objetivas, o que pode causar depressão. Procrastinadores tensos-nervosos geralmente recolhem-se da vida social, evitando contato até mesmo com amigos próximos.